# Скіландіс

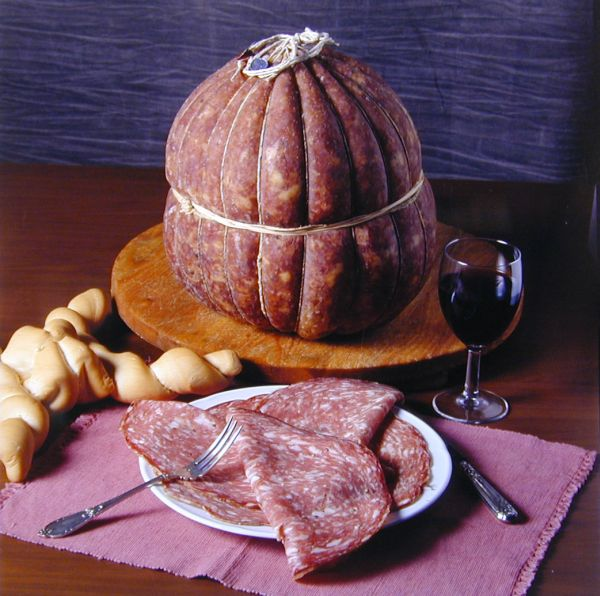

Скіла́ндіс (лит. skilandis) — страва національної литовської кухні. Є різновидом ковбасних виробів. У деяких районах Литви і Польщі називається кіндзюкас (лит. kindzukas, пол. kindziuk).
Виготовляється із високоякісної свинини, нарізаної невеликими шматочками (у деяких рецептах м'ясо подрібнюють у м'ясорубці з великою сіткою, як для ковбаси), вперемішку із шматочками сала, укладеного в натуральну оболонку — свинячий шлунок, із додаванням солі, молотого перцю, коріандра і часнику. Підготований до приготування продукт перев'язується шпагатом. Спосіб приготування, у різних районах Литви, може трохи відрізнятися, але спільний принцип приготування — в'ялення, протягом 5–10 днів (дзукійський рецепт). Після в'ялення скіландіс може, як використовуватися в їжу, так і додатково піддатися холодному копченню протягом 3–4 тижнів. Для збільшення терміну придатності до складу може бути додана селітра. Відрізняється довгим терміном зберігання без додаткових умов за кімнатної температури.
Вживається в їжу як будь-яка суха чи сирокопчена ковбаса, але може також слугувати смаковою основою для варіння супів — борщів, щей та інших, причому шматки нарізаного скіландіса можуть поміщатися в марлю, аби після приготування вжити виварене м'ясо окремо від супу.
Порівняно з іншими ковбсними виробами скіландіс є достатньо дорогим продуктом, адже, разом з довгим терміном придатності, використовуються виключно найкращі частини свинячої тушки.
У кулінарних книгах російською мовою ця страва може називатися сычуг, попри невідовідність цієї назви даному терміну.
Назва «скіландіс» є товарним знаком, зареєстрованим в Європейському Союзі зі статусом TSG (Гарантія традиційності виробництва).